# Soignolles
Soignolles är en kommun i departementet Calvados i regionen Normandie i norra Frankrike. Kommunen ligger i kantonen Bretteville-sur-Laize som ligger i arrondissementet Caen. År 2022 hade Soignolles 116 invånare.

## Befolkningsutveckling
Antalet invånare i kommunen Soignolles
Referens:INSEE